# 高青県
高青県（こうせい-けん）は、中華人民共和国山東省淄博市の県。魯北平原南部に位置し、北に黄河（古来の済水またの名を大清河の河道）、南に小清河が流れる。東経117°33’から118°04’、北緯37°04’から37°19’に位置する。
黄河を隔てて恵民県と接し、東部は浜州市浜城区・博興県と接し、東南部は桓台県は小清河を隔てて接し、南部・西南部は鄒平市と境界を接している。狭い長い回廊の形をしており、黄河により造られた沖積地で、平均海抜12m。

## 歴史
1948年に高苑県と青城県が合併し高青県が成立した。

## 行政区画
- 街道：田鎮街道、芦湖街道
- 鎮：青城鎮、高城鎮、黒里寨鎮、唐坊鎮、常家鎮、花溝鎮、木李鎮